# Quercus subsericea
Quercus chapensis és una espècie de roure que pertany a la família de les fagàcies i està dins del subgènere Cyclobalanopsis, del gènere Quercus; no hi ha subespècies conegudes.

## Descripció
Quercus chapensis és un roure que creix fins a 52 m d'alçada i 0,86 m DAH. Estípules d'uns 7 mm de llarg. Fulles alternes, simples, penedesades, glabres, pecíols llargs. Flors d'uns 3 mm de diàmetre, groguenques, col·locades en raïms. Fruits d'uns 19 mm de diàmetre de color verd gris i marró, la gla amb una cúpula basal.

## Distribució i hàbitat
Quercus subsericea creix des de la Malàisia peninsular, Indonèsia (Sumatra, Java, Borneo -Sarawak, Sabah i al centre i a l'est de Kalimantan), Filipines (Palawan), a la selva tropical emergent, en boscos mixtos de dipterocarpàcies, kerangues i boscos submuntanyencs fins a 1700 m d'altitud en vessants i crestes amb sòls sorrencs. En els boscos secundaris generalment es presenta com un arbre romanent previ a la pertorbació.

## Taxonomia
Quercus subsericea va ser descrita per A. Camus i publicat a Bulletin de la Société Botanique de France 80: 354. 1933.
Etimologia
Quercus: nom genèric del llatí que designava igualment al roure i a l'alzina.
subsericea : epítet llatí que significa "parcialment sedós".